# 14664 Vandervelden
14664 Vandervelden è un asteroide della fascia principale. Scoperto nel 1999, presenta un'orbita caratterizzata da un semiasse maggiore pari a 3,1430028 UA e da un'eccentricità di 0,0563942, inclinata di 15,87668° rispetto all'eclittica.